# جاكلين هيرنانديز
جاكلين هيرنانديز (بالإنجليزية: Jacqueline Hernandez)‏ هي متزلجة أمريكية، ولدت في 2 ديسمبر 1992 في تروي في الولايات المتحدة.

## وصلات خارجية
- جاكلين هيرنانديز على موقع الاتحاد الدولي للتزلج (ركوب لوح الثلج) (الإنجليزية)
- جاكلين هيرنانديز على موقع اللجنة الأولمبية الدولية (الإنجليزية)
- جاكلين هيرنانديز على موقع أوليمبيديا (الإنجليزية)
- جاكلين هيرنانديز على موقع اللجنة الأولمبية والبارالمبية الأمريكية (الإنجليزية)